# Eyne
Eyne  (catalan : Eina) est une commune française située dans le sud-ouest du département des Pyrénées-Orientales, en région Occitanie. Sur le plan historique et culturel, la commune est dans la Cerdagne, une haute plaine à une altitude moyenne de 1 200 m d'altitude, qui s'étend d'est en ouest sur une quarantaine de kilomètres entre Mont-Louis et Bourg-Madame.
Exposée à un climat de montagne, elle est drainée par l'Angust, le riu d'eina et par deux autres cours d'eau. Incluse dans le parc naturel régional des Pyrénées catalanes, la commune possède un patrimoine naturel remarquable : deux sites Natura 2000 (le « massif du Puigmal » et « Puigmal-Carança »), un espace protégé (la réserve naturelle nationale de la vallée d'Eyne) et trois zones naturelles d'intérêt écologique, faunistique et floristique.
Eyne est une commune rurale qui compte 149 habitants en 2022, après avoir connu un pic de population de 334 habitants en 1861.  Ses habitants sont appelés les Eynois ou  Eynoises.

## Géographie

### Localisation
La commune d'Eyne se trouve dans le département des Pyrénées-Orientales, en région Occitanie et est frontalière avec l'Espagne (Catalogne).
Elle se situe à 71 km à vol d'oiseau de Perpignan, préfecture du département, et à 32 km de Prades, sous-préfecture.
Les communes les plus proches sont : 
Llo (2,6 km), Bolquère (3,3 km), Saint-Pierre-dels-Forcats (3,8 km), Saillagouse (3,8 km), La Cabanasse (4,1 km), Font-Romeu-Odeillo-Via (4,8 km), Mont-Louis (4,9 km), Planès (5,1 km).
Sur le plan historique et culturel, Eyne fait partie de la région de la Cerdagne, une haute plaine à une altitude moyenne de 1 200 m d'altitude, qui s'étend d'est en ouest sur une quarantaine de kilomètres entre Mont-Louis et Bourg-Madame.

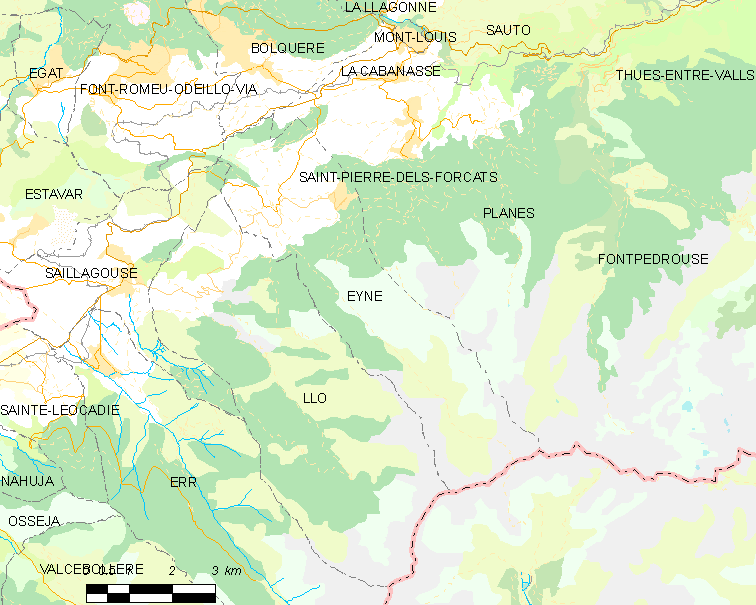
Situation de la commune.

| Font-Romeu-Odeillo-Via | Bolquère           | La Cabanasse              |
| Saillagouse            | Eyne               | Saint-Pierre-dels-Forcats |
| Llo                    | Queralbs (Espagne) | Planès, Fontpédrouse      |

### Hydrographie
Elle est traversée par le Riu d'Eina qui prend sa source dans la vallée. Deux fontaines sont accessibles sur la route principale.

### Géologie et relief
La commune est classée en zone de sismicité 4, correspondant à une sismicité moyenne.
La commune est située à la base de la Vallée d'Eyne, hors de la réserve du même nom.

### Climat
Pour des articles plus généraux, voir Climat de l'Occitanie et Climat des Pyrénées-Orientales.
En 2010, le climat de la commune est de type climat de montagne, selon une étude du CNRS s'appuyant sur une série de données couvrant la période 1971-2000. En 2020, Météo-France publie une typologie des climats de la France métropolitaine dans laquelle la commune est exposée à un climat de montagne ou de marges de montagne et est dans la région climatique Pyrénées orientales, caractérisée par une faible pluviométrie, un très bon ensoleillement (2 600 h/an), un air sec, particulièrement en hiver et peu de brouillards.
Pour la période 1971-2000, la température annuelle moyenne est de 7,2 °C, avec une amplitude thermique annuelle de 14,9 °C. Le cumul annuel moyen de précipitations est de 712 mm, avec 6,1 jours de précipitations en janvier et 6,7 jours en juillet. Pour la période 1991-2020, la température moyenne annuelle observée sur la station météorologique la plus proche, située sur la commune de Formiguères à 16 km à vol d'oiseau, est de 7,6 °C et le cumul annuel moyen de précipitations est de 737,3 mm,. Pour l'avenir, les paramètres climatiques de la commune estimés pour 2050 selon différents scénarios d’émission de gaz à effet de serre sont consultables sur un site dédié publié par Météo-France en novembre 2022.

### Milieux naturels et biodiversité

#### Espaces protégés
La protection réglementaire est le mode d’intervention le plus fort pour préserver des espaces naturels remarquables et leur biodiversité associée,.
Dans ce cadre, la commune fait partie.
Deux espaces protégés sont présents sur la commune : 
- le parc naturel régional des Pyrénées catalanes, créé en 2004 et d'une superficie de 139 062 ha, qui s'étend sur 66 communes du département. Ce territoire s'étage des fonds maraîchers et fruitiers des vallées de basse altitude aux plus hauts sommets des Pyrénées-Orientales en passant par les grands massifs de garrigue et de forêt méditerranéenne[17],[18] ;
- la réserve naturelle nationale de la vallée d'Eyne, classée en 1993 et d'une superficie de 1 141 ha entre 1 700 m et 2 800 m d’altitude, protège la partie supérieure de la vallée d'Eyne. La juxtaposition des microclimats et la succession des biotopes les plus divers favorisent la fixation d’une faune riche et variée[19],[20].

#### Réseau Natura 2000

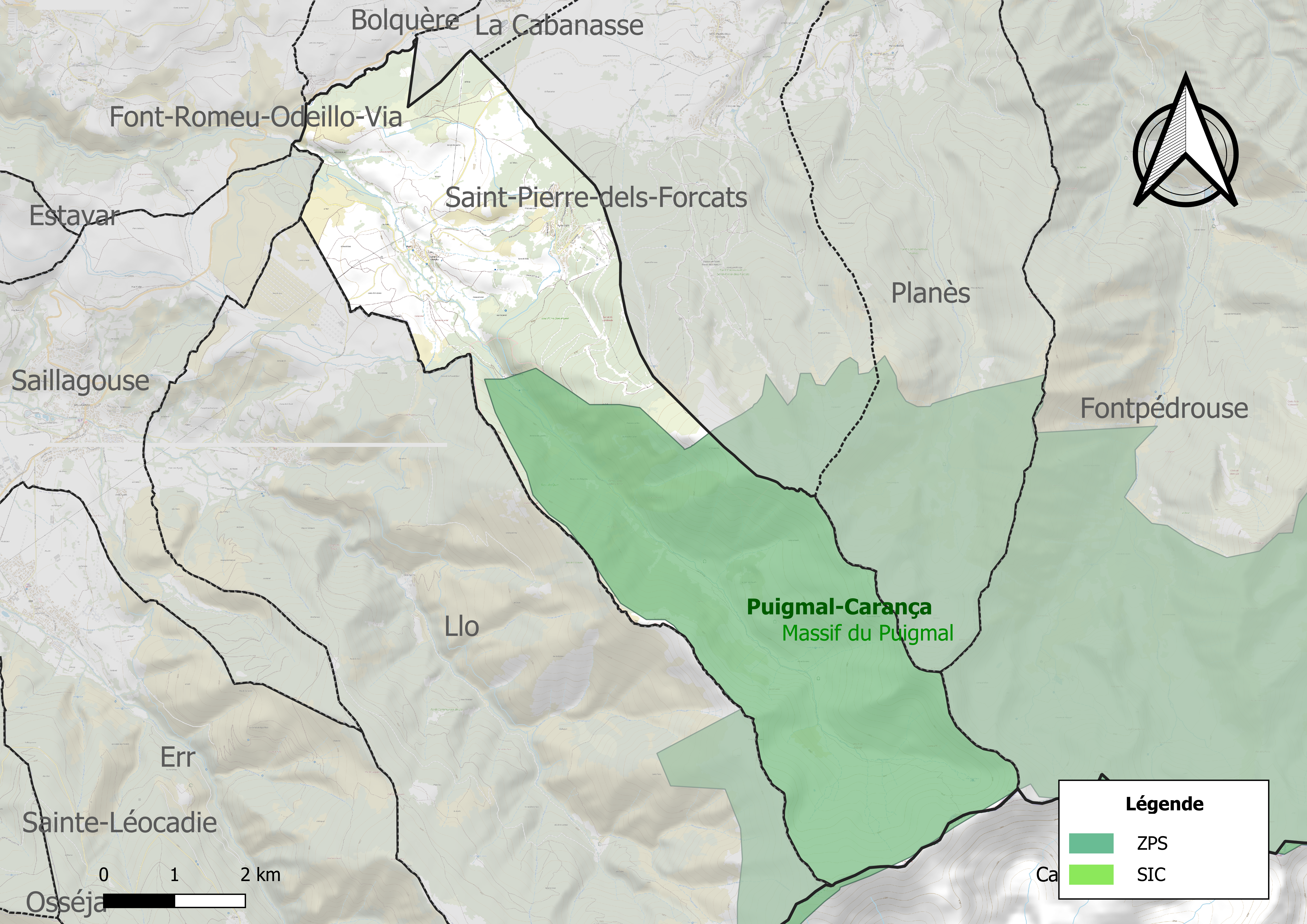
Site Natura 2000 sur le territoire communal.

Le réseau Natura 2000 est un réseau écologique européen de sites naturels d'intérêt écologique élaboré à partir des directives habitats et oiseaux, constitué de zones spéciales de conservation (ZSC) et de zones de protection spéciale (ZPS).
Un site Natura 2000 a été défini sur la commune au titre de la directive habitats.
- le « massif du Puigmal », d'une superficie de 8 784 ha, présence une richesse patrimoniale avec onze habitats naturels et deux espèces végétales au niveau régional. Ainsi la station de Botryche simple est très importante compte tenu du faible nombre de stations en France[23] et  au titre de la directive oiseaux[22]
- « puigmal-Carança », d'une superficie de 10 260 ha, un site qui a une responsabilité forte ou très forte pour cinq espèces d'oiseaux au niveau régional, dont le gypaète barbu[24].

#### Zones naturelles d'intérêt écologique, faunistique et floristique
L’inventaire des zones naturelles d'intérêt écologique, faunistique et floristique (ZNIEFF) a pour objectif de réaliser une couverture des zones les plus intéressantes sur le plan écologique, essentiellement dans la perspective d’améliorer la connaissance du patrimoine naturel national et de fournir aux différents décideurs un outil d’aide à la prise en compte de l’environnement dans l’aménagement du territoire.
Une ZNIEFF de type 1 est recensée sur la commune :
la « vallée d'Eyne » (1 211 ha) et deux ZNIEFF de type 2, : 
- les « chaine du Puigmal et vallées Adjacentes » (28 390 ha), couvrant 15 communes du département[27] ;
- la « Haute Cerdagne » (5 477 ha), couvrant 12 communes du département[28].

Carte des ZNIEFF de type 1 et 2 à Eyne.
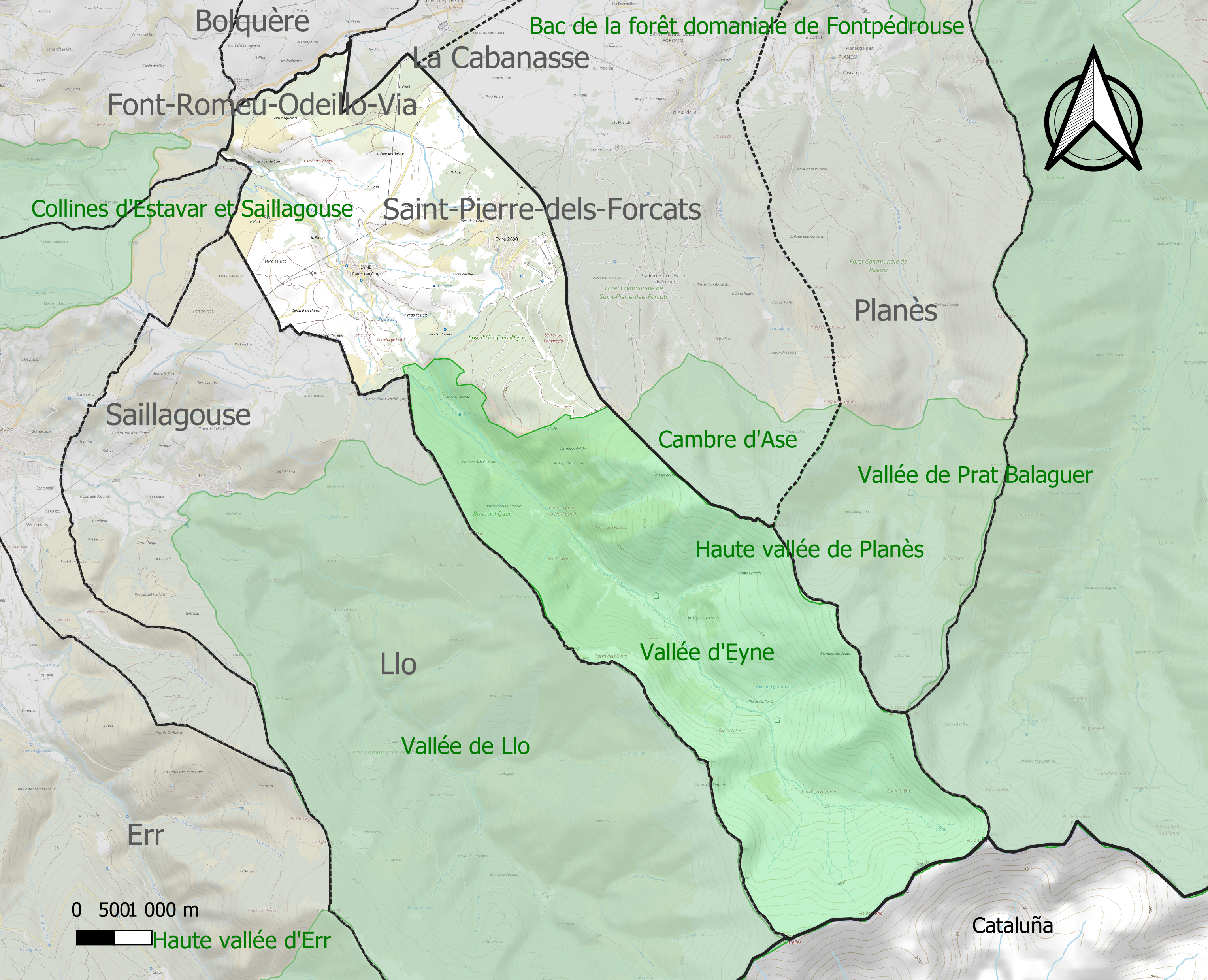
Carte de la ZNIEFF de type 1 sur la commune.
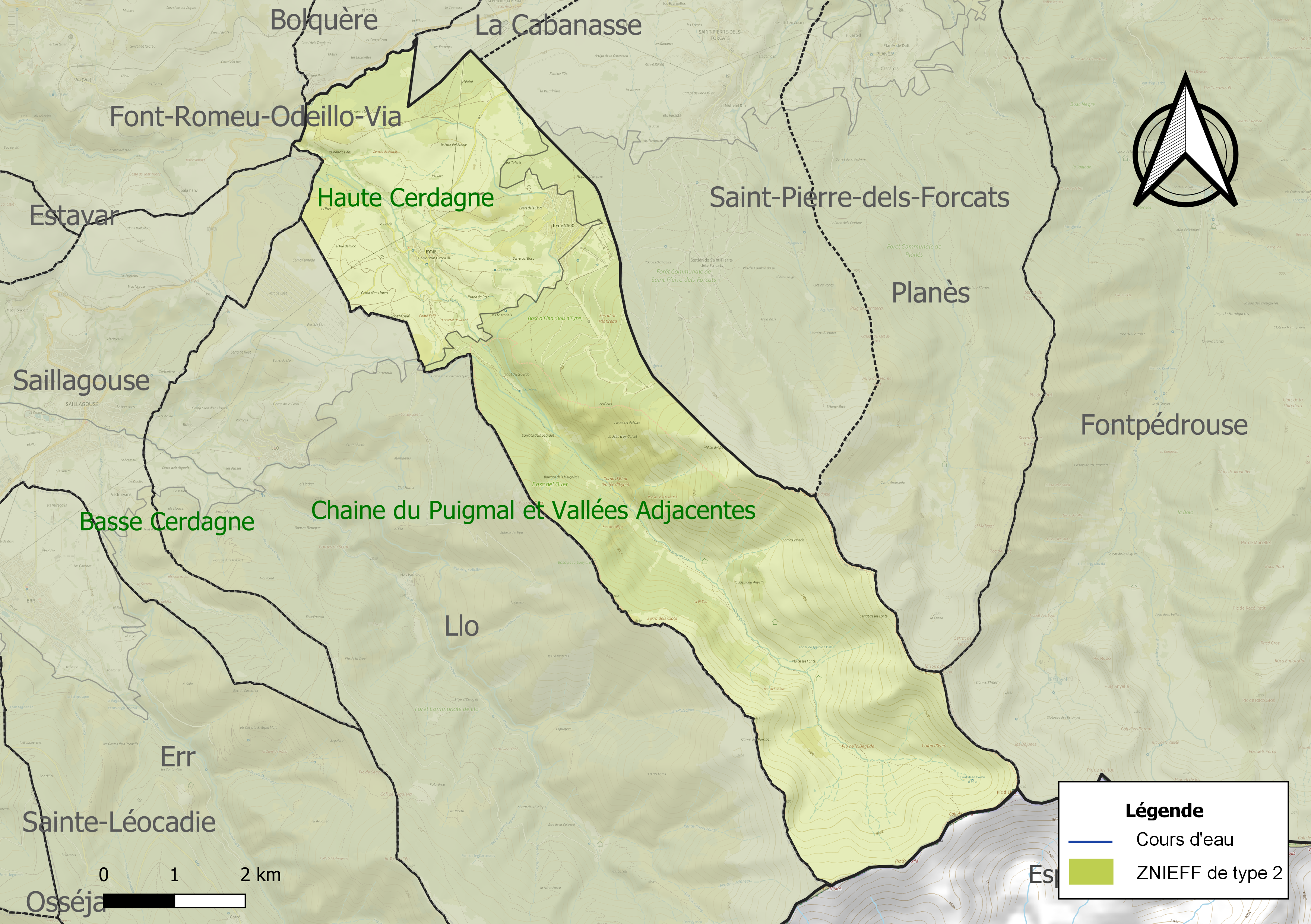
Carte des ZNIEFF de type 2 sur la commune.

## Urbanisme

### Typologie
Au 1er janvier 2024, Eyne est catégorisée commune rurale à habitat dispersé, selon la nouvelle grille communale de densité à sept niveaux définie par l'Insee en 2022.
Elle est située hors unité urbaine et hors attraction des villes,.

### Occupation des sols
L'occupation des sols de la commune, telle qu'elle ressort de la base de données européenne d’occupation biophysique des sols Corine Land Cover (CLC), est marquée par l'importance des forêts et milieux semi-naturels (74,7 % en 2018), une proportion identique à celle de 1990 (74,7 %). La répartition détaillée en 2018 est la suivante : 
espaces ouverts, sans ou avec peu de végétation (34,6 %), forêts (23,4 %), prairies (19,4 %), milieux à végétation arbustive et/ou herbacée (16,6 %), zones agricoles hétérogènes (4,5 %), zones urbanisées (1,4 %). L'évolution de l’occupation des sols de la commune et de ses infrastructures peut être observée sur les différentes représentations cartographiques du territoire : la carte de Cassini (XVIIIe siècle), la carte d'état-major (1820-1866) et les cartes ou photos aériennes de l'IGN pour la période actuelle (1950 à aujourd'hui).

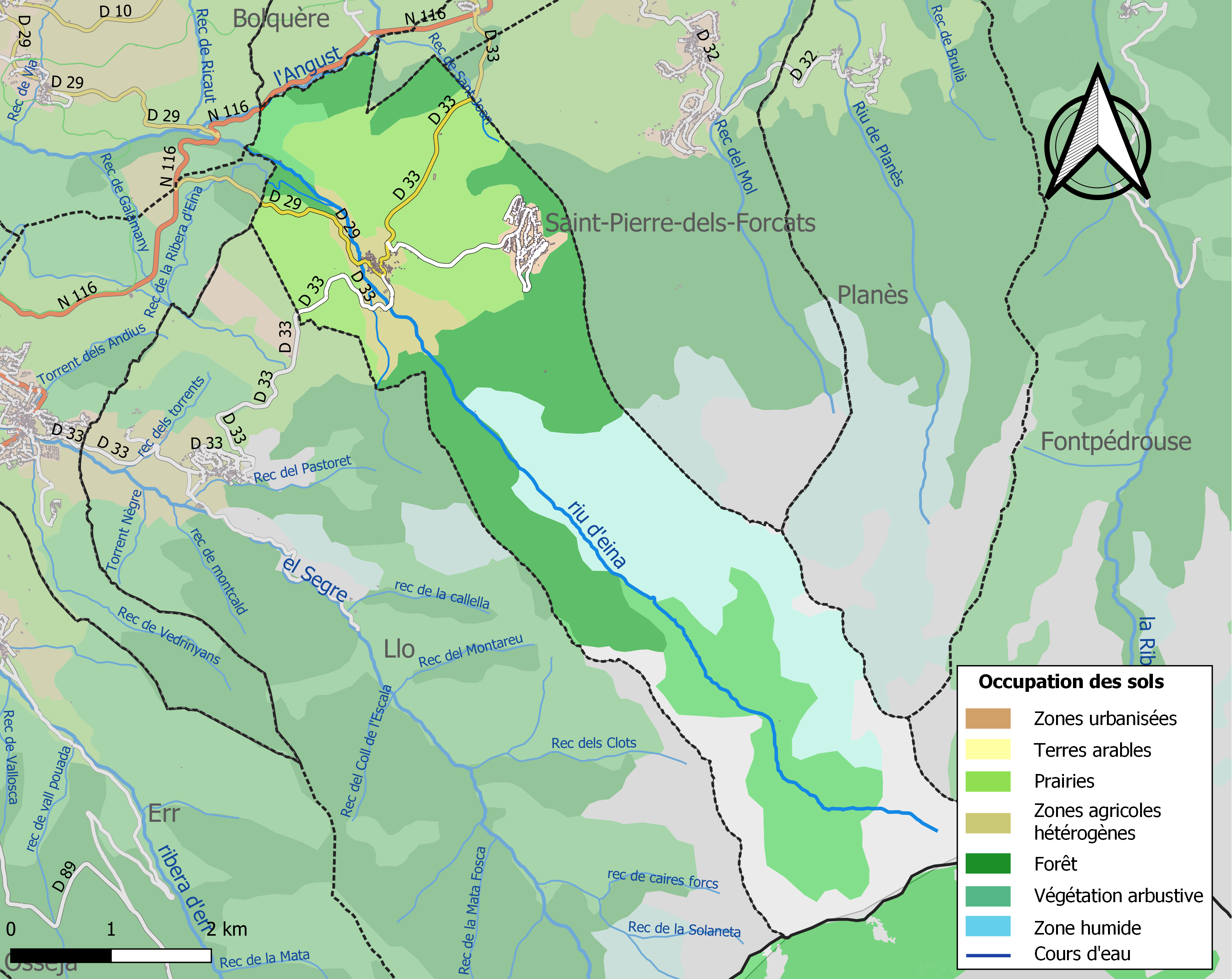
Carte des infrastructures et de l'occupation des sols de la commune en 2018 (CLC).

### Voies de communication et transports
Accessibilité aux randonneurs
Le village d'Eyne est accessible :
- Au Sud-Est depuis la Vallée de Nuria, en Espagne, via le GRT74[30].
- Au Sud-Ouest depuis Llo, et à l'Est depuis Planès, via le GR36[30].
- Au Nord, depuis Font-Romeu-Odeillo-Via via le GRP du tour de Cerdagne[31], ou depuis le Lac des Bouillouses via le GR10[30].
- Le village est également sur le parcours du HRP, étapes 33 à 36 selon les versions[32],[33],[34].

### Risques majeurs
Le territoire de la commune d'Eyne est vulnérable à différents aléas naturels : inondations, climatiques (grand froid ou canicule), feux de forêts, mouvements de terrains, avalanche  et séisme (sismicité moyenne). Il est également exposé à un risque technologique,  le transport de matières dangereuses, et à un risque particulier, le risque radon,.

#### Risques naturels
Certaines parties du territoire communal sont susceptibles d’être affectées par le risque d’inondation par crue torrentielle de cours d'eau du bassin du Sègre.
Les mouvements de terrains susceptibles de se produire sur la commune sont soit des mouvements liés au retrait-gonflement des argiles, soit des glissements de terrains, soit des chutes de blocs, soit des effondrements liés à des cavités souterraines. Une cartographie nationale de l'aléa retrait-gonflement des argiles permet de connaître les sols argileux ou marneux susceptibles vis-à-vis de ce phénomène. L'inventaire national des cavités souterraines permet par ailleurs de localiser celles situées sur la commune.

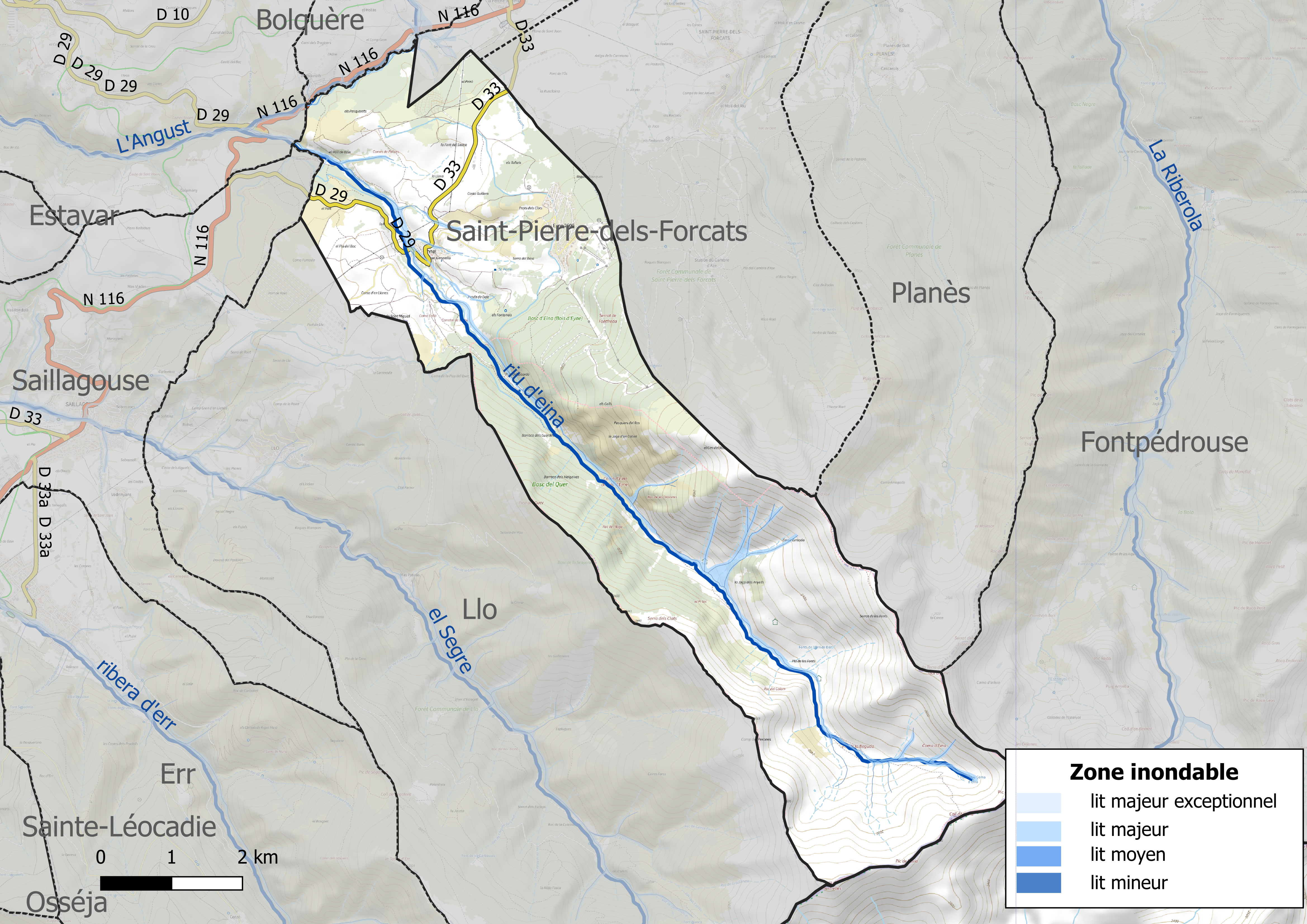
Carte des zones inondables.
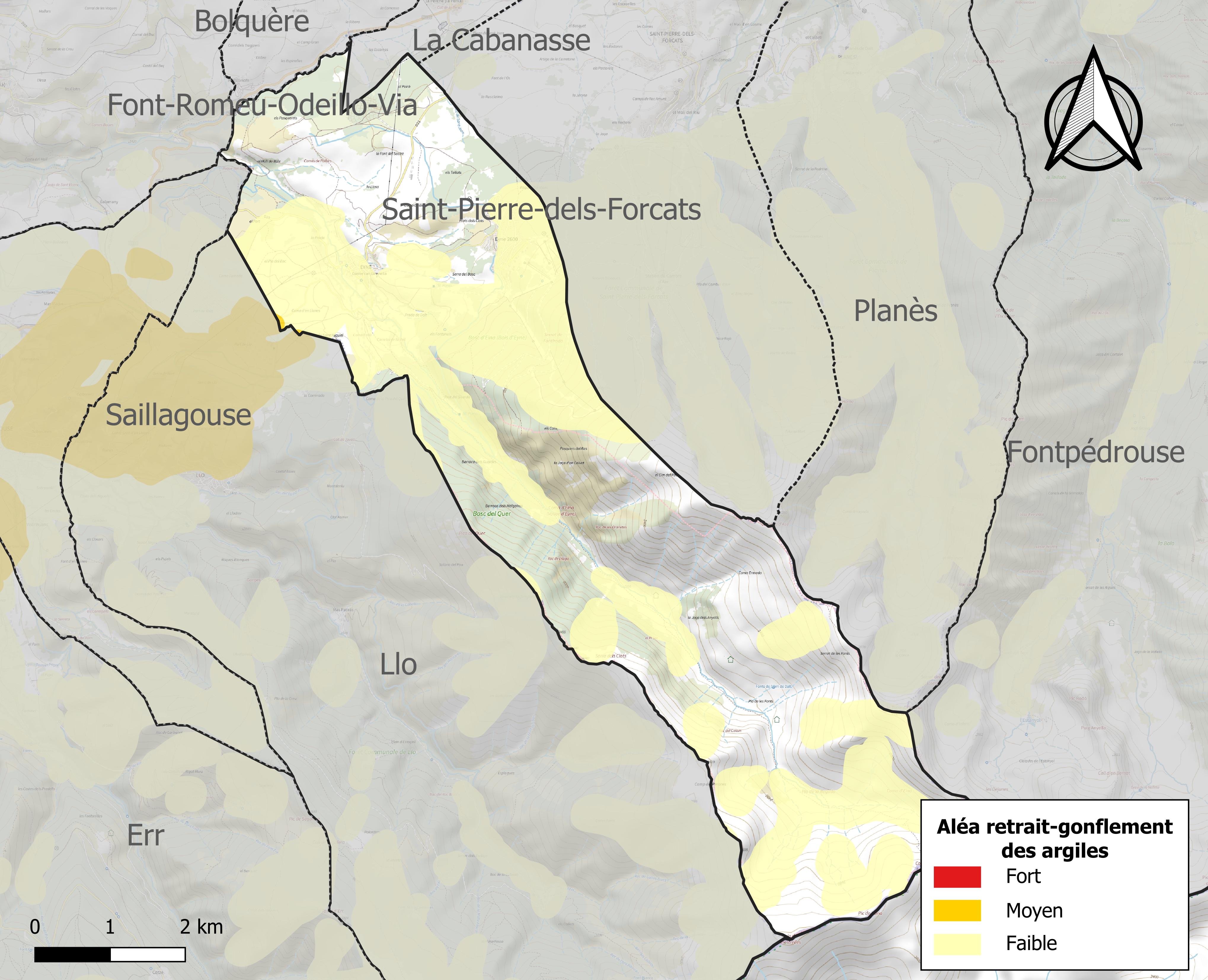
Carte des zones d'aléa retrait-gonflement des argiles.

#### Risques technologiques
Le risque de transport de matières dangereuses sur la commune est lié à sa traversée par une route à fort trafic. Un accident se produisant sur une telle infrastructure est en effet susceptible d’avoir des effets graves au bâti ou aux personnes jusqu’à 350 m, selon la nature du matériau transporté. Des dispositions d’urbanisme peuvent être préconisées en conséquence.

#### Risque particulier
Dans plusieurs parties du territoire national, le radon, accumulé dans certains logements ou autres locaux, peut constituer une source significative d’exposition de la population aux rayonnements ionisants. Toutes les communes du département sont concernées par le risque radon à un niveau plus ou moins élevé. Selon la classification de 2018, la commune d'Eyne est classée en zone 3, à savoir zone à potentiel radon significatif.

## Toponymie
En catalan, le nom de la commune est Eina ou Eyna.
Eyne est mentionnée en 913 sous le nom de villa Esna.

## Histoire
L'histoire du village d'Eyne remonte au Néolithique. Des traces d'un premier foyer aménagé au Pla Del Bach vers 3300 avant J-C ont été trouvées à proximité du village.
Les dolmens et menhirs encore présents sur le territoires sont vieux d'environ 4000 ans.
Depuis cette époque, les cultures de blé, de seigle, d'avoine se développent autour du village, ainsi que l'élevage bovin et ovin jusque dans la vallée, avec la pratique de l'estivage.
Le XVIIe siècle marque le début de l'intérêt des botanistes pour la vallée, avec notamment la visite de Joseph Pitton de Tournefort.
Malgré son aspect sauvage et intact, la vallée d'Eyne est fortement marquée par la présence de l'Homme, qui au travers des différentes époques a façonné le paysage par son activité, notamment le défrichage, le charbonnage, et l'estive des troupeaux. Ainsi, le paysage naturel actuel, et en particulier la Biodiversité végétale importante de la Réserve sont indissociables de l'activité humaine passée et présente.

## Politique et administration

### Communauté de communes

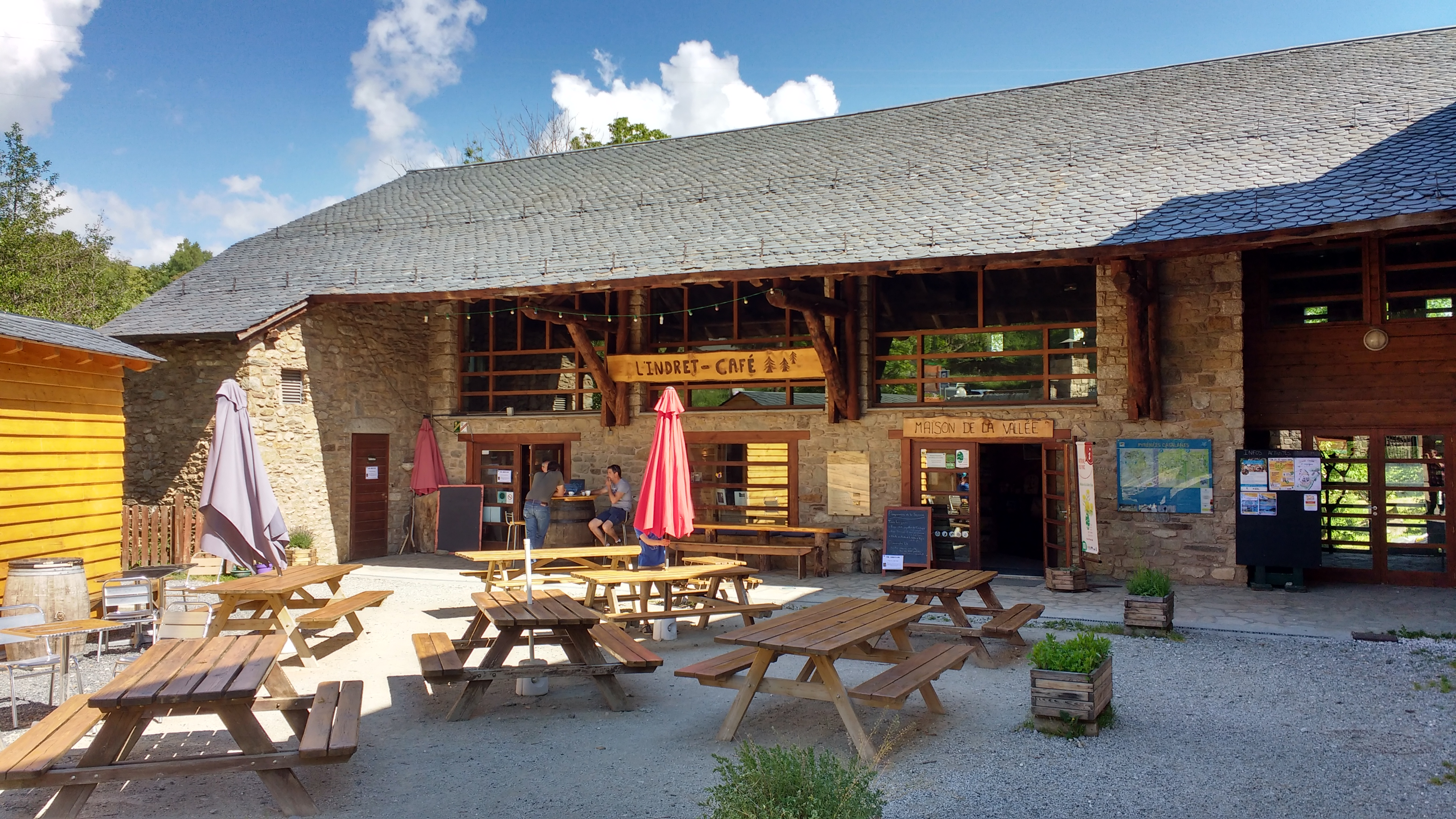
Corps de ferme rénové abritant Mairie et Maison de la vallée d'Eyne.

La commune adhère à la Communauté de communes Capcir Haut-Conflent par arrêté préfectoral du 28 décembre 2001. Celle-ci change de nom et devient la Communauté de communes Pyrénées catalanes en 2016.

### Canton
À compter des élections départementales de 2015, la commune est incluse dans le nouveau canton des Pyrénées catalanes.

### Liste des maires
| Période   | Période  | Identité        | Étiquette | Qualité |
| --------- | -------- | --------------- | --------- | ------- |
|           |          |                 |           |         |
| mars 2001 | En cours | Alain Bousquet, |           |         |

### Politique de développement durable
La commune a engagé une politique de développement durable en lançant une démarche d'Agenda 21 en 2008.

## Population et société

### Démographie ancienne
La population est exprimée en nombre de feux (f) ou d'habitants (H).
| 1358 | 1365 | 1378 | 1470 | 1515 | 1553 | 1709 | 1720 | 1767  |
| ---- | ---- | ---- | ---- | ---- | ---- | ---- | ---- | ----- |
| 18 f | 16 f | 15 f | 9 f  | 11 f | 11 f | 28 f | 23 f | 167 H |

| 1774 | 1788  | 1789 | - | - | - | - | - | - |
| ---- | ----- | ---- | - | - | - | - | - | - |
| 40 f | 213 H | 42 f | - | - | - | - | - | - |

### Démographie contemporaine
L'évolution du nombre d'habitants est connue à travers les recensements de la population effectués dans la commune depuis 1793. Pour les communes de moins de 10 000 habitants, une enquête de recensement portant sur toute la population est réalisée tous les cinq ans, les populations de référence des années intermédiaires étant quant à elles estimées par interpolation ou extrapolation. Pour la commune, le premier recensement exhaustif entrant dans le cadre du nouveau dispositif a été réalisé en 2004.

En 2022, la commune comptait 149 habitants, en évolution de +20,16 % par rapport à 2016 (Pyrénées-Orientales : +3,92 %, France hors Mayotte : +2,11 %).
| 1793 | 1800 | 1806 | 1821 | 1831 | 1836 | 1841 | 1846 | 1851 |
| ---- | ---- | ---- | ---- | ---- | ---- | ---- | ---- | ---- |
| 225  | 216  | 238  | 281  | 250  | 269  | 264  | 310  | 330  |

| 1856 | 1861 | 1866 | 1872 | 1876 | 1881 | 1886 | 1891 | 1896 |
| ---- | ---- | ---- | ---- | ---- | ---- | ---- | ---- | ---- |
| 306  | 334  | 303  | 270  | 253  | 269  | 277  | 256  | 243  |

| 1901 | 1906 | 1911 | 1921 | 1926 | 1931 | 1936 | 1946 | 1954 |
| ---- | ---- | ---- | ---- | ---- | ---- | ---- | ---- | ---- |
| 224  | 221  | 205  | 186  | 155  | 151  | 128  | 111  | 76   |

| 1962 | 1968 | 1975 | 1982 | 1990 | 1999 | 2004 | 2006 | 2009 |
| ---- | ---- | ---- | ---- | ---- | ---- | ---- | ---- | ---- |
| 69   | 38   | 49   | 50   | 84   | 127  | 161  | 164  | 124  |

| 2014 | 2019 | 2022 | - | - | - | - | - | - |
| ---- | ---- | ---- | - | - | - | - | - | - |
| 128  | 141  | 149  | - | - | - | - | - | - |

| selon la population municipale des années : | 1968 | 1975 | 1982 | 1990 | 1999 | 2006 | 2009 | 2013 |
| Rang de la commune dans le département      | 201  | 198  | 203  | 173  | 155  | 154  | 169  | 170  |
| Nombre de communes du département           | 232  | 217  | 220  | 225  | 226  | 226  | 226  | 226  |

### Enseignement
Il n'y a pas d'école à Eyne. L'ancienne école située Carrer de l'Escola abrite actuellement les bureaux de la Réserve Naturelle de la Vallée d'Eyne.[réf. nécessaire]

### Manifestations culturelles et festivités
- Fête patronale : 29 septembre[58] ;
- Fête communale : 8 mai[58].
- F'estive d'Eyne : En mai/juin, chaque année depuis 2000 cette manifestation célèbre la montée en estive des troupeaux dans la Vallée d'Eyne, qu'il est possible d'accompagner. Elle est également l'occasion pour tous les producteurs et artisans locaux de mettre en valeur leur production.

### Sports
La station de ski Espace Cambre d'Aze de 23 pistes est en partie située sur le territoire d'Eyne.

## Économie

### Emploi
|                | 2008   | 2013   | 2018   |
| -------------- | ------ | ------ | ------ |
| Commune        | 6,2 %  | 4,7 %  | 7,6 %  |
| Département    | 10,3 % | 12,9 % | 13,3 % |
| France entière | 8,3 %  | 10 %   | 10 %   |

En 2018, la population âgée de 15 à 64 ans s'élève à 88 personnes, parmi lesquelles on compte 87 % d'actifs (79,3 % ayant un emploi et 7,6 % de chômeurs) et 13 % d'inactifs,. Depuis 2008, le taux de chômage communal (au sens du recensement) des 15-64 ans est inférieur à celui de la France et du département.
La commune est hors attraction des villes,. Elle compte 60 emplois en 2018, contre 70 en 2013 et 79 en 2008. Le nombre d'actifs ayant un emploi résidant dans la commune est de 72, soit un indicateur de concentration d'emploi de 84 % et un taux d'activité parmi les 15 ans ou plus de 69,5 %.
Sur ces 72 actifs de 15 ans ou plus ayant un emploi, 27 travaillent dans la commune, soit 37 % des habitants. Pour se rendre au travail, 80 % des habitants utilisent un véhicule personnel ou de fonction à quatre roues, 1,3 % les transports en commun, 14,6 % s'y rendent en deux-roues, à vélo ou à pied et 4 % n'ont pas besoin de transport (travail au domicile).

### Activités hors agriculture

#### Secteurs d'activités
53 établissements sont implantés  à Eyne au 31 décembre 2019. Le tableau ci-dessous en détaille le nombre par secteur d'activité et compare les ratios avec ceux du département,.
| Secteur d'activité                                                                                        | Commune | Commune | Département |
| Secteur d'activité                                                                                        | Nombre  | %       | %           |
| --- | ------- | ------- | ----------- |
| Ensemble                                                                                                  | 53      |         |             |
| Industrie manufacturière, industries extractives et autres                                                | 7       | 13,2 %  | (8,7 %)     |
| Construction                                                                                              | 2       | 3,8 %   | (14,3 %)    |
| Commerce de gros et de détail, transports, hébergement et restauration                                    | 9       | 17 %    | (30,5 %)    |
| Activités immobilières                                                                                    | 3       | 5,7 %   | (6,2 %)     |
| Activités spécialisées, scientifiques et techniques et activités de services administratifs et de soutien | 6       | 11,3 %  | (13 %)      |
| Administration publique, enseignement, santé humaine et action sociale                                    | 24      | 45,3 %  | (13,9 %)    |
| Autres activités de services                                                                              | 2       | 3,8 %   | (8,5 %)     |

Le secteur de l'administration publique, l'enseignement, la santé humaine et l'action sociale est prépondérant sur la commune puisqu'il représente 45,3 % du nombre total d'établissements de la commune (24 sur les 53 entreprises implantées  à Eyne), contre 13,9 % au niveau départemental.

#### Entreprises et commerces
L'entreprise ayant son siège social sur le territoire communal qui génère le plus de chiffre d'affaires en 2020 est : 
- Europ Sport, commerce de détail d'articles de sport en magasin spécialisé (72 k€)

Le village compte plusieurs producteurs :
- La grange d'Eyne : Elevage de vaches de race Gasconne, de canards. Vente de produits de la ferme.
- La fromagerie Cal Gilet : Elevage de vaches, production de fromages, notamment Tomme des pyrénées au lait cru, et Mató.
- La miellerie du Cambre : Apiculteur proposant miels et produits de la ruche, notamment le Miel de Rhododendron, et la propolis.

En 2018 une boulangerie a ouvert ses portes. Les pains au levain naturel sont composés de farines locales et cuits au four à bois, à l'ancienne.
La Maison de la Vallée propose à la vente un assortiments de produits locaux.
L'Indret, partageant le même corps de ferme que la Maison de la Vallée est le seul restaurant du village.
La Station d'Eyne compte quant à elle un hôtel, plusieurs restaurants, une épicerie.

### Agriculture
|               | 1988 | 2000 | 2010 | 2020 |
| ------------- | ---- | ---- | ---- | ---- |
| Exploitations | 5    | 8    | 5    | 5    |
| SAU (ha)      | 231  | 235  | 99   | 275  |

La commune est dans la Cerdagne, une petite région agricole située à l'extrême ouest du département des Pyrénées-Orientales. En 2020, l'orientation technico-économique de l'agriculture  sur la commune est l'élevage bovin, orientation mixte lait et viande. Cinq exploitations agricoles ayant leur siège dans la commune sont dénombrées lors du recensement agricole de 2020 (cinq en 1988). La superficie agricole utilisée est de 275 ha,,.

## Culture locale et patrimoine

### Monuments et lieux touristiques
La commune est particulièrement riche archéologiquement ; elle possède quelques dolmens et menhirs, faits de granit, pierres creusées de cupules, et un « sentier archéologique » relie la plupart d'entre eux :
- Dolmen de La Borda ou des Pascarets ;
- Dolmen de Lo Pou : seule l'assise est encore visible ;
- Menhir del Port ;
- Menhir de la Font del Sastre, au bord de la route de Bolquère ;
- La voie royale construite sous Louis XIV sur l'ancienne voie romaine reliant la Plaine du Roussillon à la Cerdagne.
- L'église paroissiale Saint-Michel (Sant Miquel) possède un clocher-mur, mais son clocher carré a été reconstruit au-dessus du presbytère.

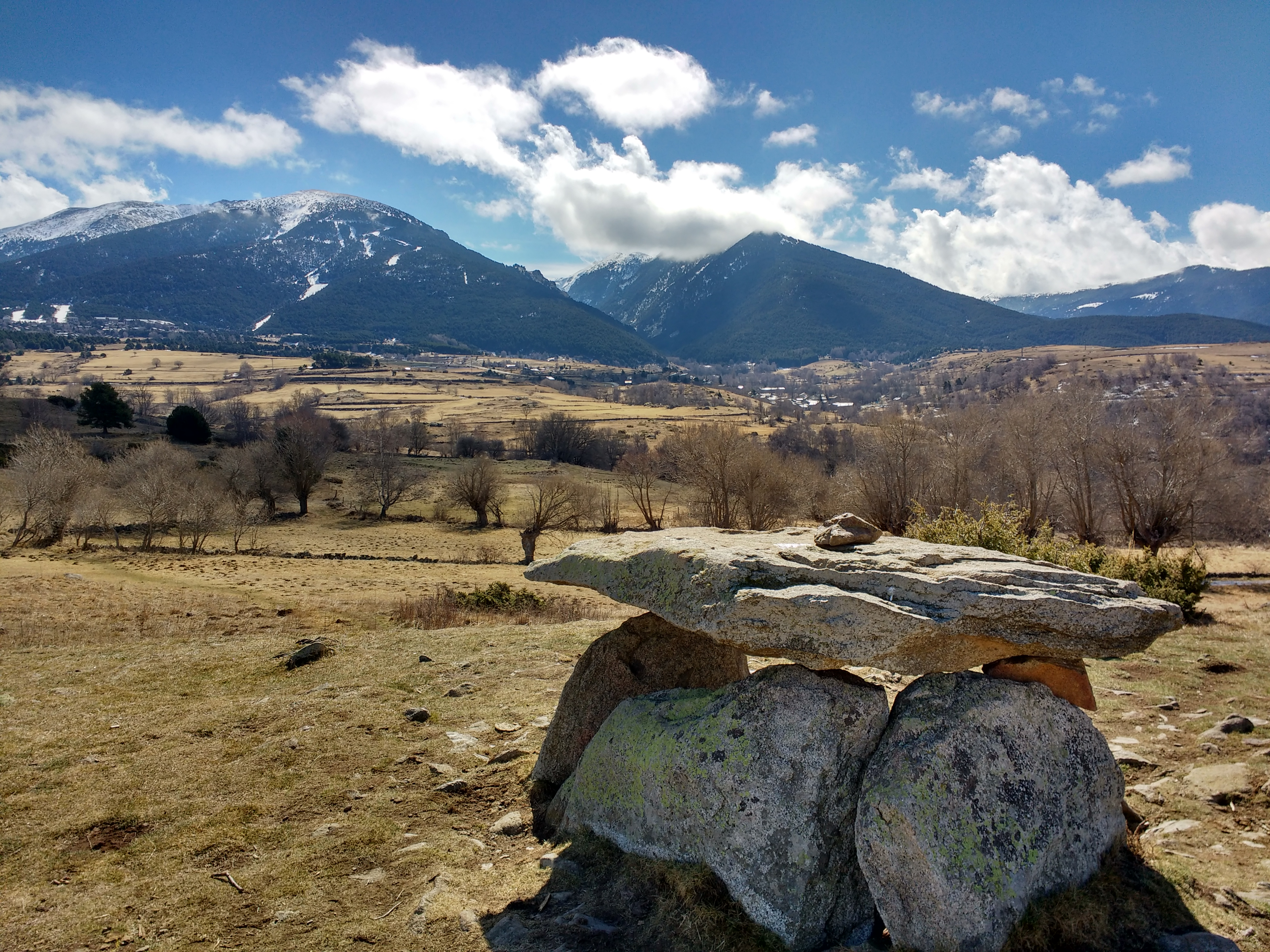
Dolmen Els Pasquerets, devant la Vallée.
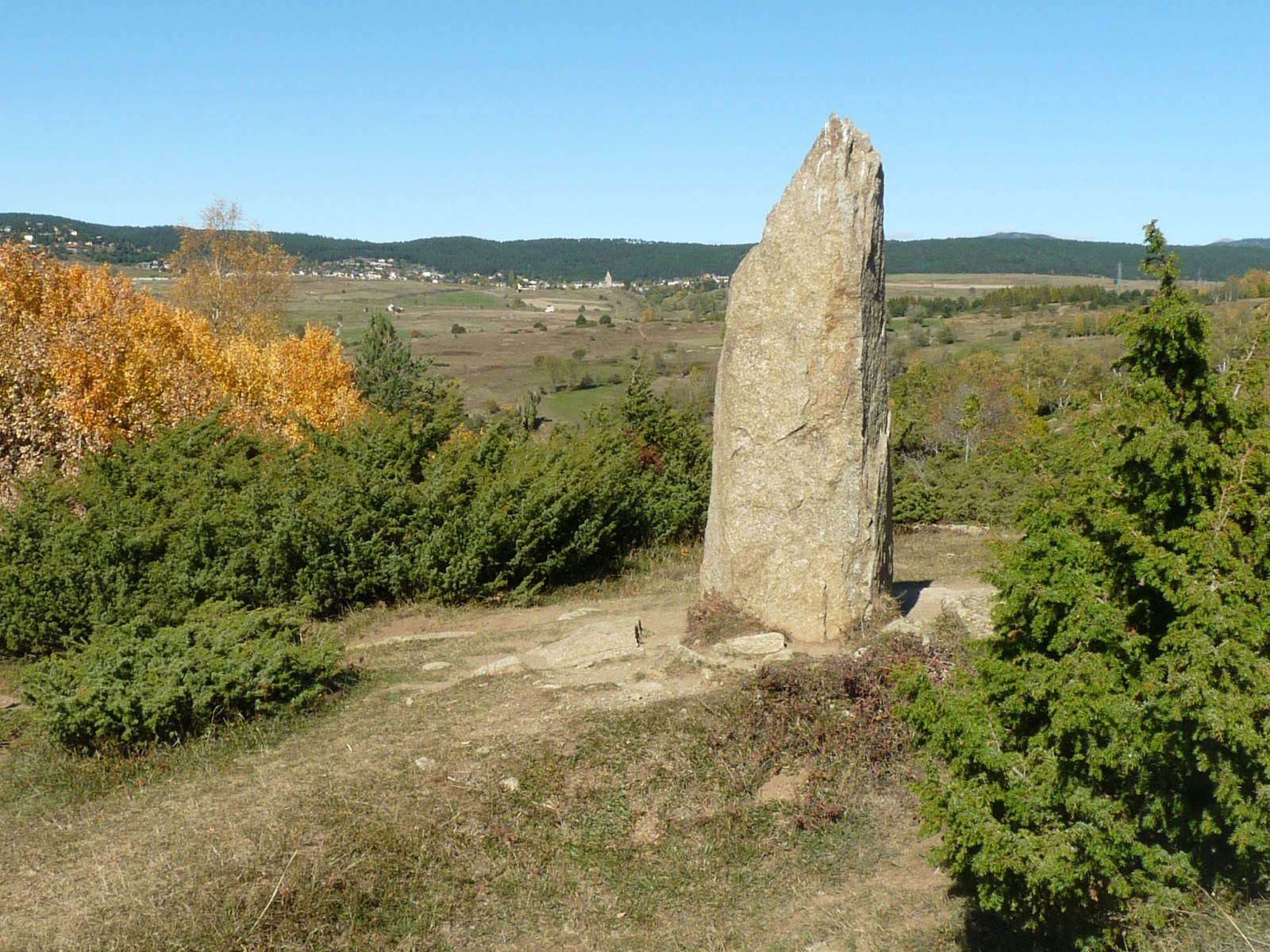
Menhir del Port.
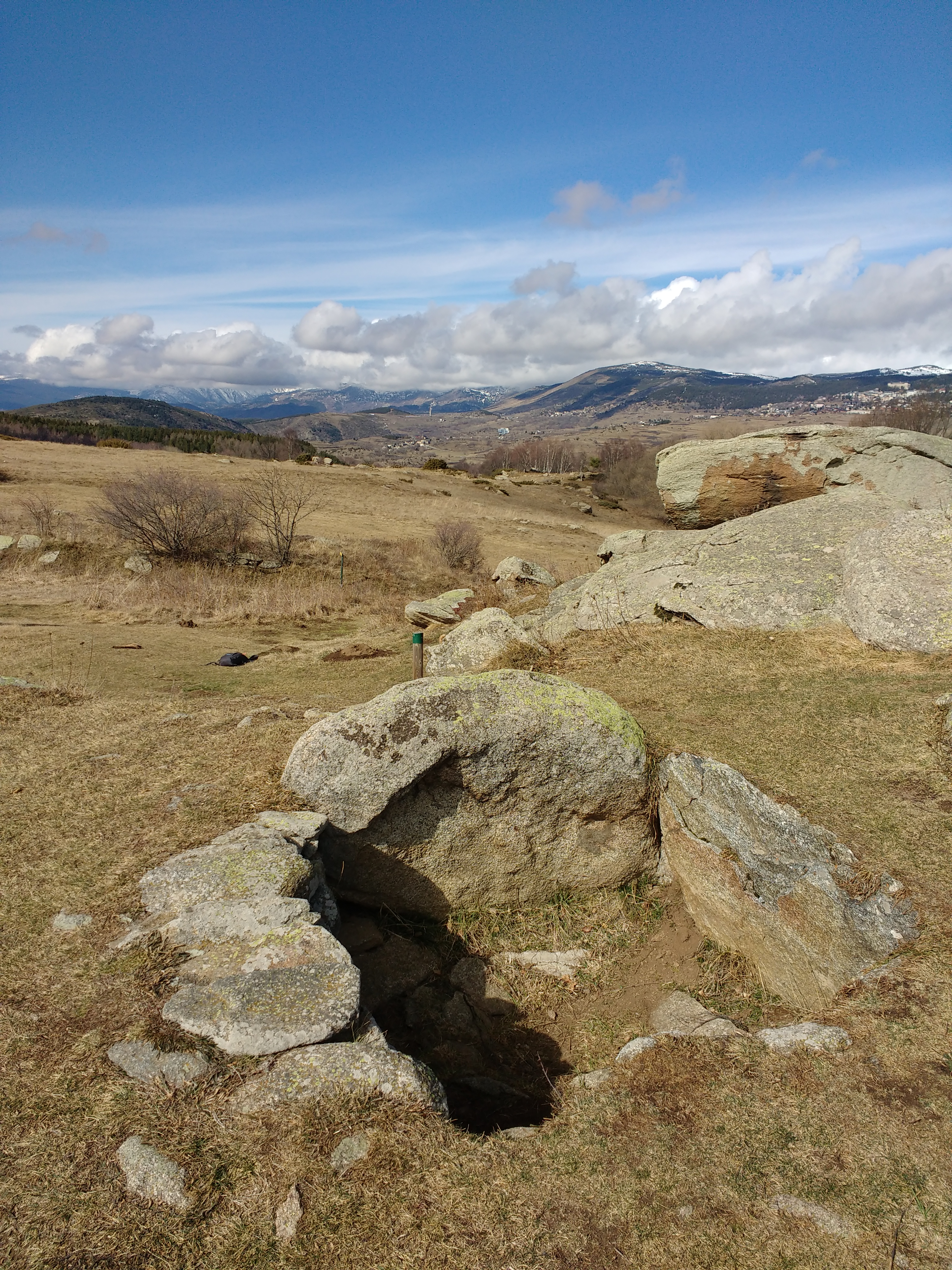
Coffre Lo Pou.
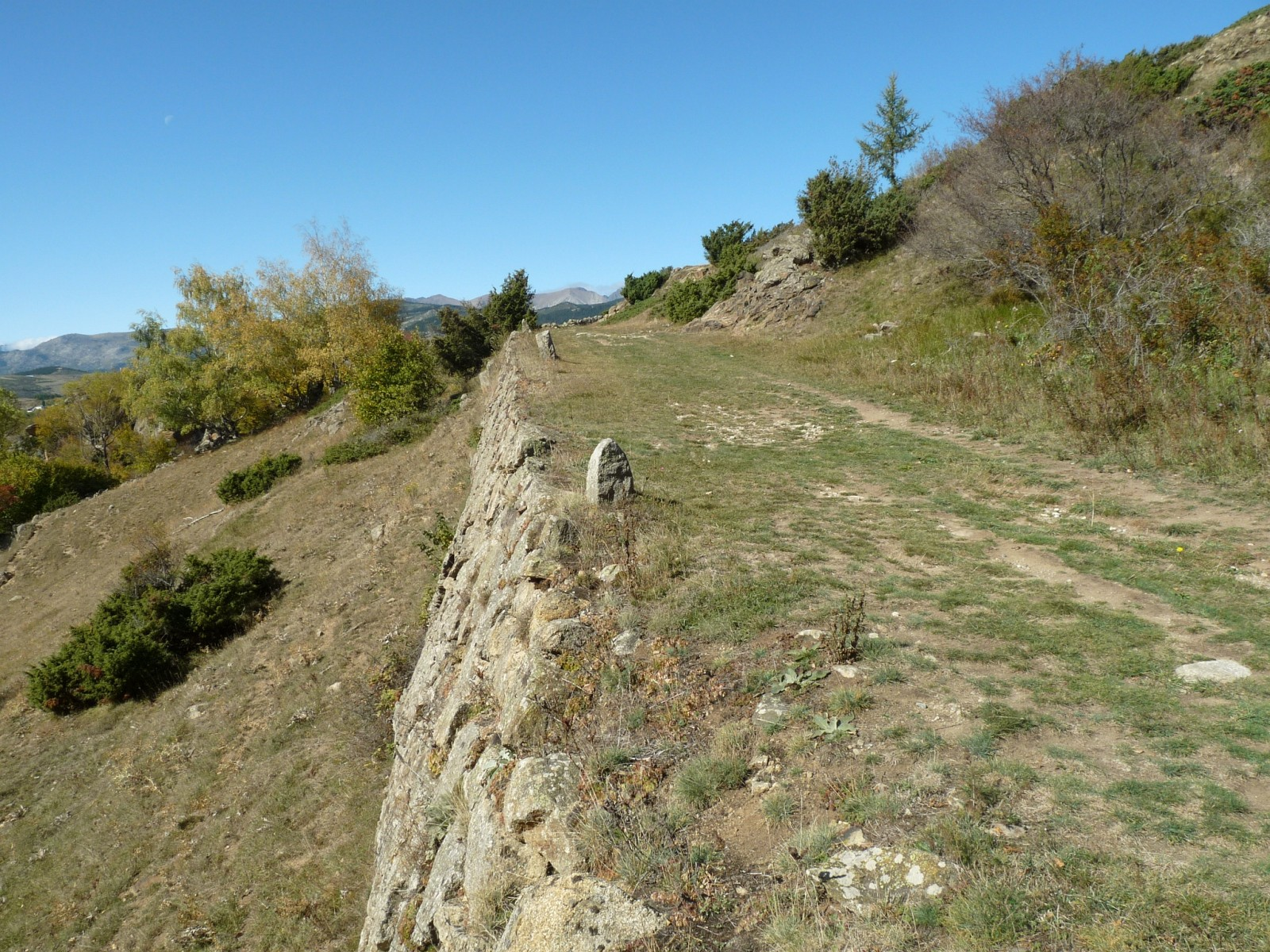
Vestiges de l'ancienne voie royale.

Intérieur de l'église.
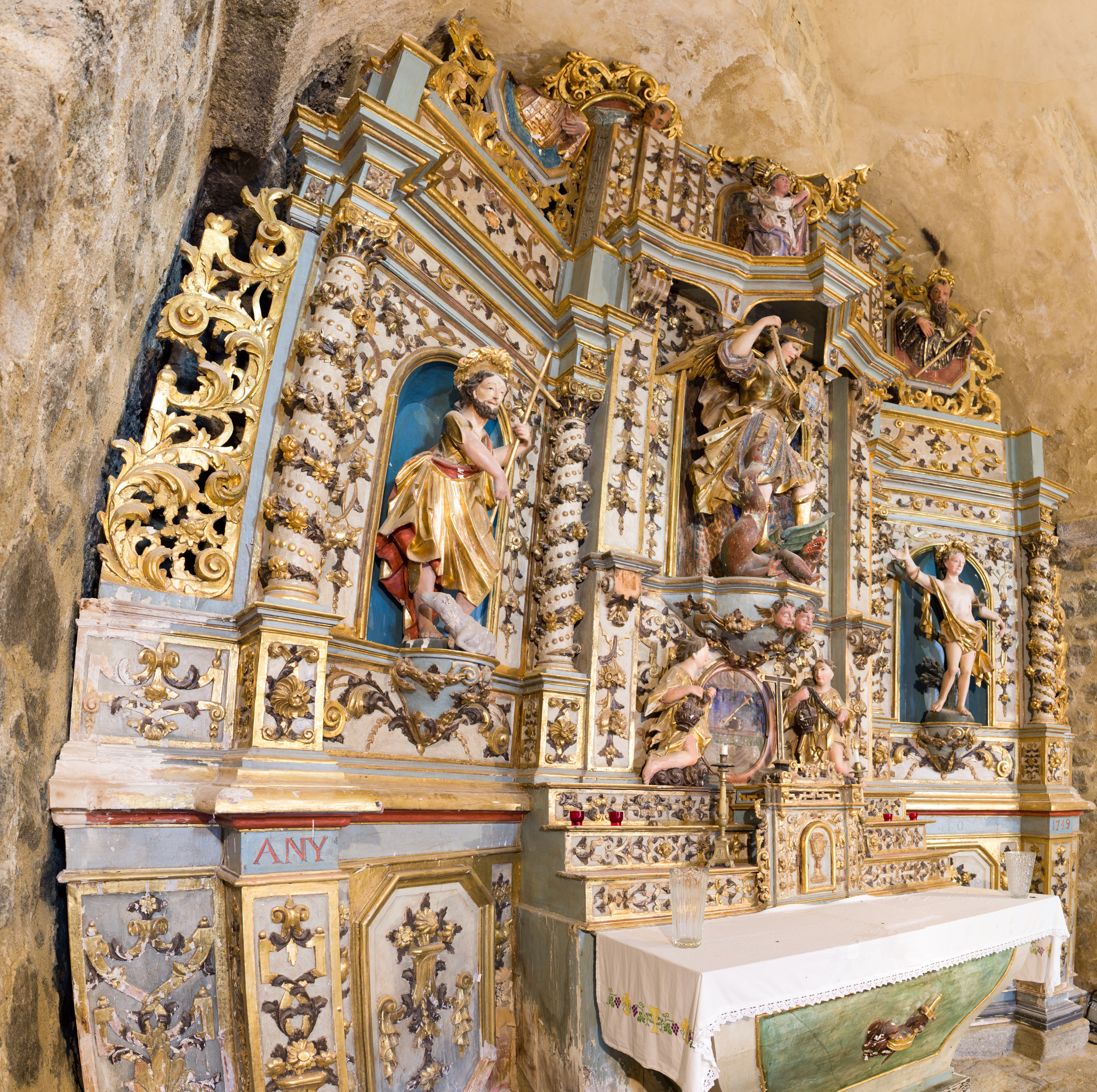
Détail du retable de l'église.
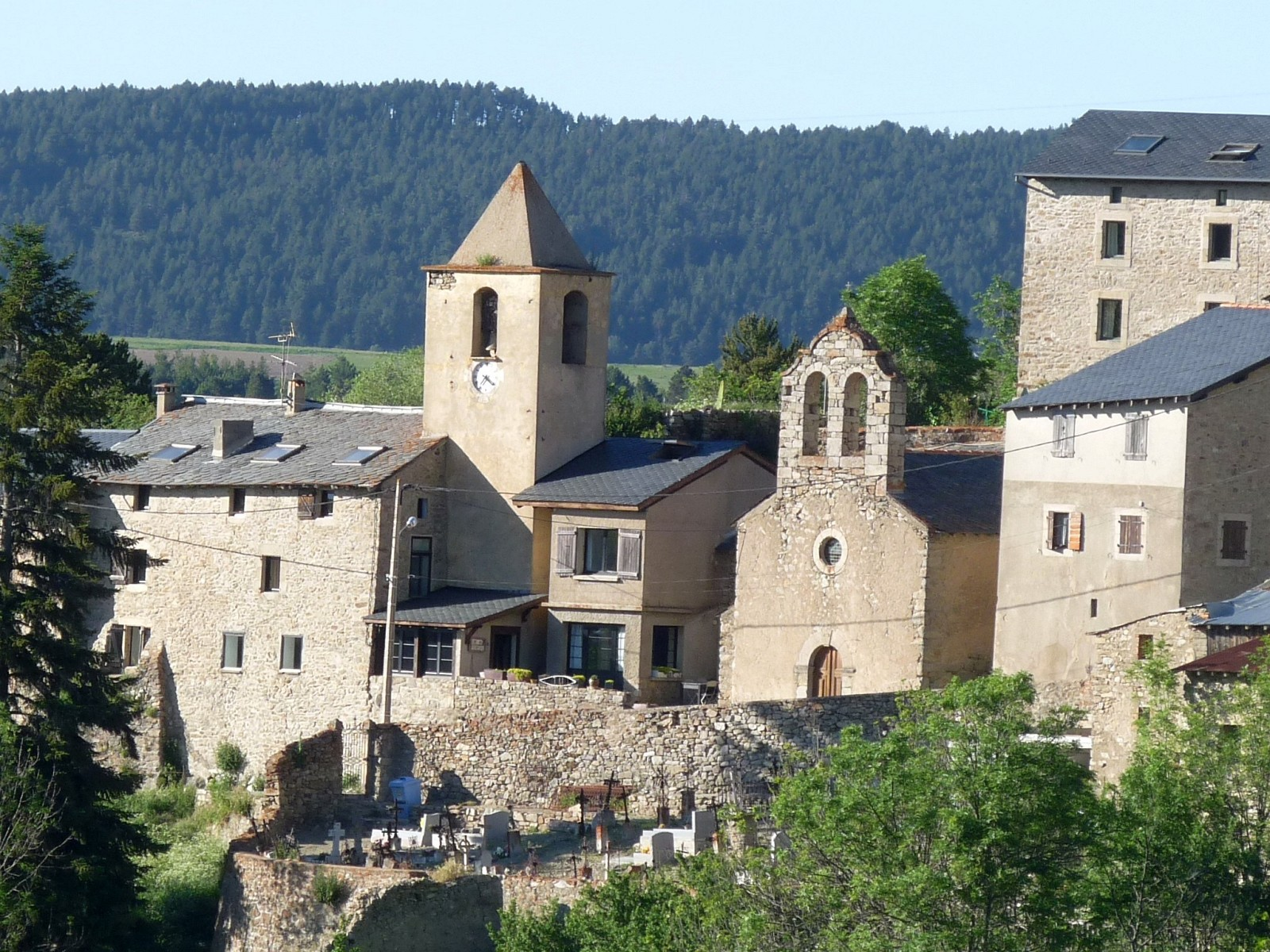
L'église et ses deux clochers.

### Patrimoine environnemental
- La vallée d'Eyne, réserve naturelle depuis 1993 abrite en particulier une forte diversité d'espèces végétales[63].
- La Maison de la Vallée est un lieu d'information et d'interprétation de la Vallée d'Eyne. C'est également un espace d'exposition sur le patrimoine culturel et naturel d'Eyne et de ses alentours. Elle a notamment accueilli de 2016 à 2017 l'exposition "Ours, mythes et réalité", conçue par le Muséum de Toulouse[64]

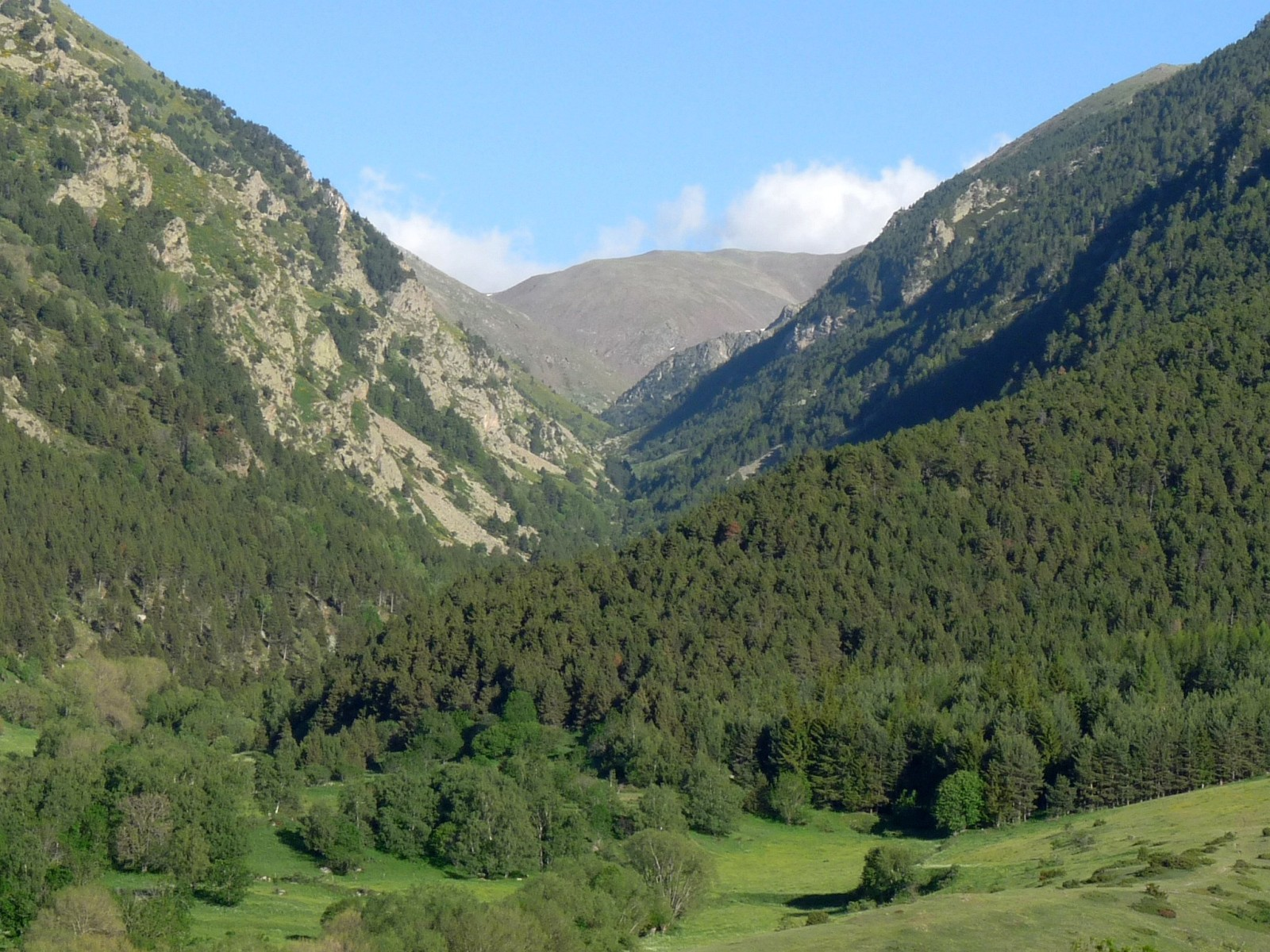
Entrée de la vallée d'Eyne.
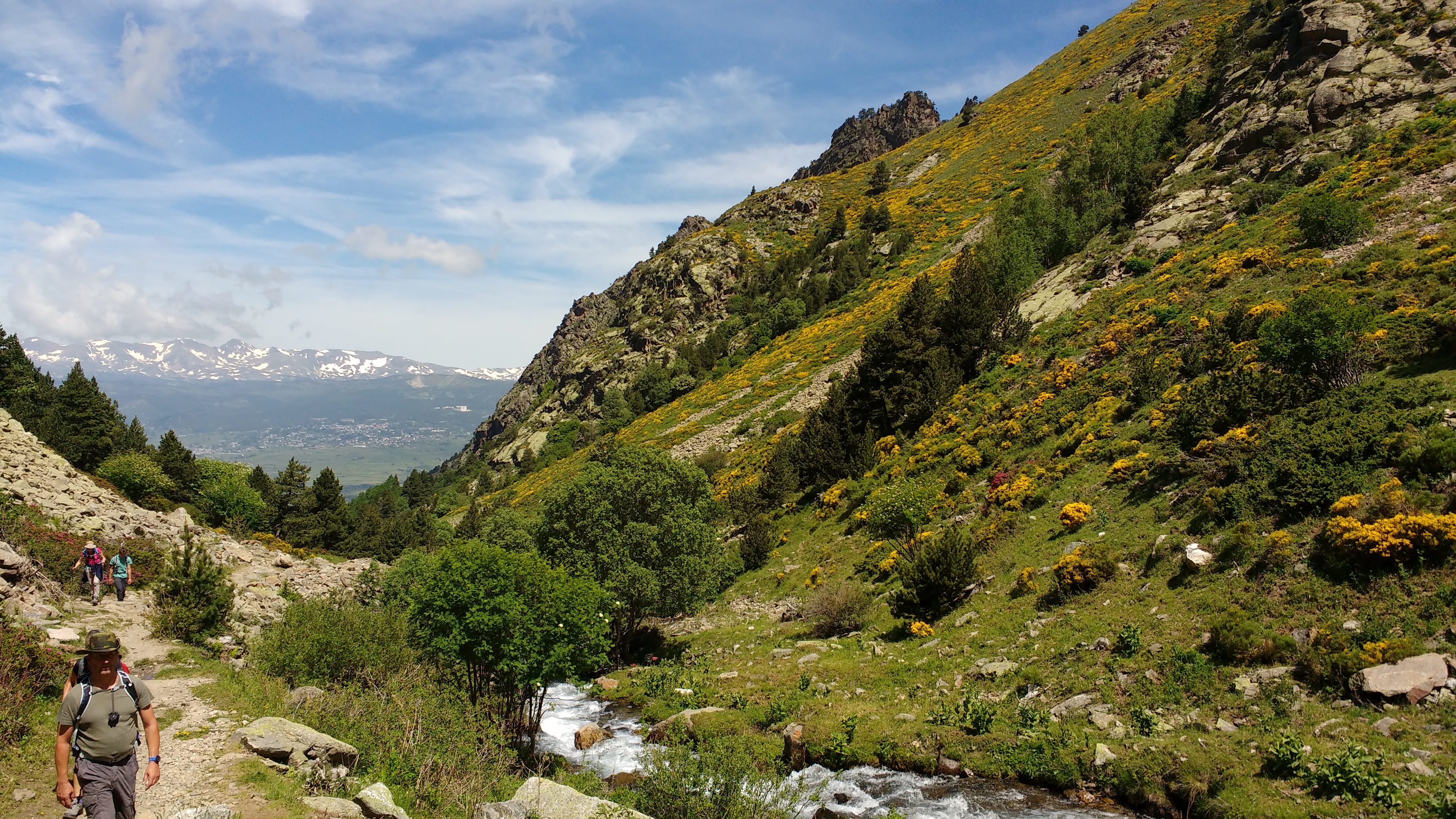
Vue sur l'entrée de la vallée, traversé par le Riu d'Eina.
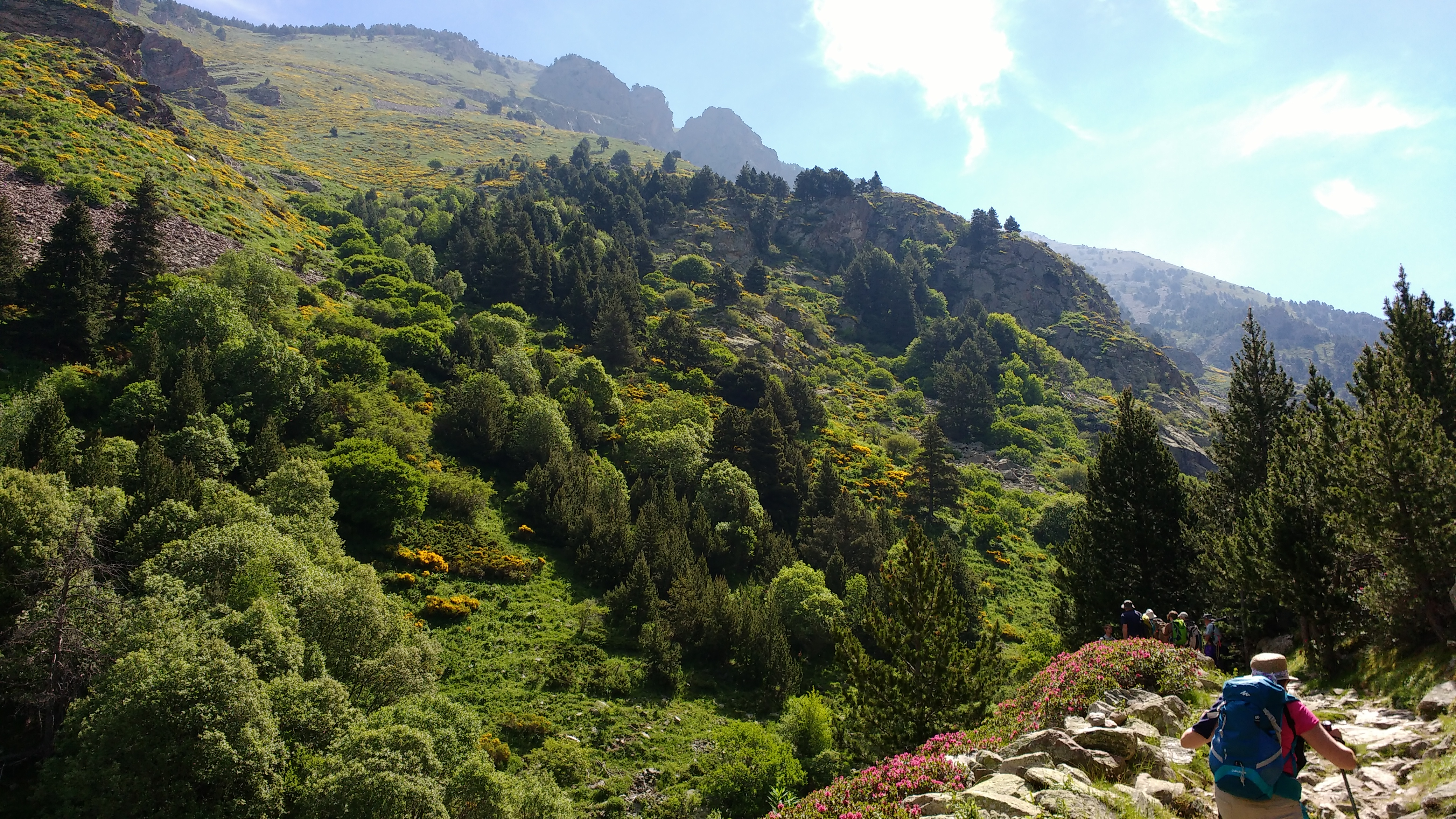
La vallée en été, début de la floraison.